# Ljudmila Putina
Ljudmila Aleksandrovna Putina (russisk: Людмила Александровна Путина, tr. Ljudmila Aleksandrovna Putina; født Sjkrebneva (russisk: Шкребнева) 6. januar 1957 i Kaliningrad, Sovjetunionen) var ægtefælle til Vladimir Putin, som er Ruslands nuværende præsident og tidligere premierminister, fra 1983 til 2014.

## Baggrund og uddannelse
Ljudmila Sjkrebneva er datter af Aleksandr Abramovitj Sjkrebneva (Александр Абрамович Шкребнев) og Jekaterina Tikhonovna Sjkrebneva (Екатерина Тихоновна Шкребнева). Hun blev uddannet som lingvist. I 1986 dimitterede Ljudmila Putina i spanske sprog og filologi fra Institut for Filologi på Leningrads Statsuniversitet.
I sine tidlige år var hun stewardesse i Kaliningradafdelingen af Aeroflot. Fra 1990 til 1994 læste hun tysk ved Institut for Filologi på Leningrads Statsuniversitet. I et par år indtil 1999 var hun Moskva-repræsentant for OJSC Telecominvest.

## Ægteskab og tiden som førstedame
Putina mødte Vladimir Putin i Leningrad og de giftede sig 28. juli 1983. Parret fik to døtre, Maria (født 1985) og Jekaterina (Katja) (født 1986 i Dresden, Østtyskland). Børnene gik på den tyske skole i Moskva (Deutsche Schule Moskau), indtil Putin blev udnævnt som premierminister i 1999.
Som hustru til Vladimir Putin, der blev præsident i 2000 frem til 2008 og derefter premierminister igen, holdt Ljudmila Putina en lav profil i russisk politik, og undgik generelt rampelyset, når ikke protokollen krævede andet, og begrænsede sin offentlige rolle til at udtrykke støtte til sin mand.

## Skilsmisse
Den 6. juni 2013 annoncerede Ljudmila Putina og Vladimir Putin deres fælles beslutning om at lade sig skille. Skilsmissen blev bekendtgjort i et interview med russisk tv på Kreml, og afsluttede års spekulationer om deres forhold. I april 2014 bekræftede Kreml, at skilsmissen var en realitet.
Ljudmila Putina giftede sig i 2015 med den 21 år yngre forretningsmand Artur Otjeretnyj og tog i den forbindelse hans efternavn.

## Sanktioner
Efter den russiske invasion af Ukraine i 2022 blev Ljudmila 13. maj 2022 sanktioneret af Storbritannien. Storbritanniens Udenrigsministerium udtalte, at Ljudmila har "draget fordel af fordelagtige forretningsforbindelser indenfor statsejede enheder".